# Спутњик (Мурманска област)
Спутњик (рус. Спутник) насељено је место на крајњем северозападу европског дела Руске Федерације. Налази се на северозападу Мурманске области и административно припада њеном Печеншком рејону. Насеље има статус војног града Русије.
Према подацима са пописа становништва 2010. у насељу је живело 2.061 становника.

## Географија
Насеље Спутњик налази се у северозападном делу Мурманске области, на северу Печеншког рејона. Лежи недалеко од десне обале реке Печенге на надморској висини од 83 метра. Налази се на око 7 километара југоисточно од варошице Печенге.
Налази се на деоници магистралног друма Р21 који повезује Печенгу са Мурманском.

## Историја
Све до 1960. локалитет је био познат под именом 139. километар на аутопуту Мурманск−Печенга (рус. 139 км шоссейной дороги Мурманск — Печенга).

## Демографија
Према подацима са пописа становништва 2010. у насељу је живело 2.061 становника.
| 1939. | 1959. | 1970. | 1979. | 1989. | 2002. | 2010. |
| ----- | ----- | ----- | ----- | ----- | ----- | ----- |
| ---   | ---   | ---   | ---   | ---   | ---   | 2.061 |